# 미닫이문

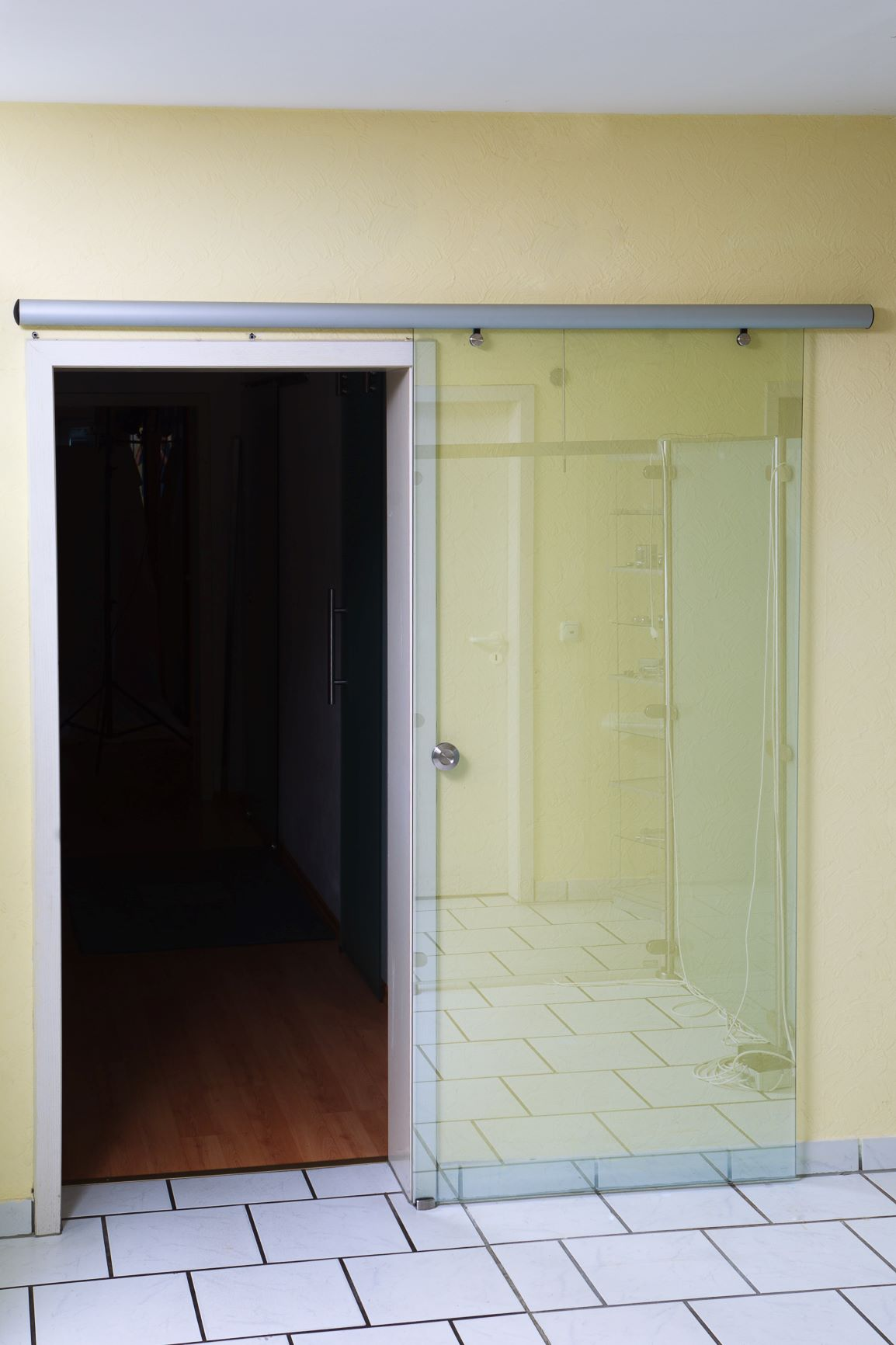

미닫이문(Midaji-mun)는 창 또는 문짝을 상하의 문틀에 홈을 파서 끼우고, 홈을 따라 미끄러지면서 두꺼비집이나 벽 속에 밀어넣음으로써 문 전체를 열고 닫게 한 창호를 말한다. 문짝이 하나인 것을 외미닫이, 두 짝으로 된 것을 쌍미닫이라고 하며, 주로 한옥에 많이 사용된다. 한옥의 전통적인 여닫이문(Yeodaji-mun)과 공통적으로 가느다란 나무 틀에 한지를 한 장 발라 채광이 가능하도록 하였다.